# 土登列門
土登列門（藏語：ཐུབ་བསྟན་ལེགས་སྨོན་，威利转写：thub bstan legs smon，藏语拼音：Tubdain Legmoin，?—?）藏族，籍贯不详，噶厦官员。

## 生平
1951年，堪穷（四品僧官）、达扎摄政的副官长土登列門被噶厦派为和谈代表，赴北京同中央人民政府展开和平谈判，并签署《十七条协议》。
1958年5月23日，张经武、张国华、阿沛·阿旺晋美、土登旦达、土登列门等五位参加了1951年和谈的代表同拉萨各界群众庆祝西藏和平解放七周年。
1959年藏区骚乱中，1959年3月16日（藏历二月七日），土登列门（仔恰堪穷）向夏格巴发送了如下密电：
噶伦堡夏格巴转西藏幸福事业会全体：
藏历二月一日西藏独立国已经成立，请向大家宣布。并请于公历三月十八日至甘托克听电话。
西藏独立会议上

藏历二月七日
其中，藏历二月一日即1959年3月10日，当天拉萨骚乱开始。
其后，土登列门被中华人民共和国政府列为“叛匪首脑”之一。